# طباخ
الطباخ هو ممتهن مهنة طبخ الطعام وطبخ هو شخص يملك من مهارات احترافية عالية تجعله ملما بجميع جوانب إعداد الطعام.، يعمل الطباخ في الفنادق والمطاعم والمؤسسات، يحضرون وجبات للموظفين والزوار والوافدين الأكل، حسب قائمة الأطعمة المخصصة.
تتابع ألوان أطعمة الوجبات ويحسبون الكميات المحتاجة ويشرفون على شراء المواد الغذائية وتخزينها كما ينبغي. في بداية عملهم يعدون المكونات، فيفرمون ويقطعون السمك واللحم وينظفون الخضار ثم يزينون المكونات ويخصصونها ويحضرون الدقيق والزيت والأعشاب والتوابل الخ.وبعد ذلك يعدون الوجبات حسب الوصفات، فيقلون ويحمرون ويشوون السمك واللحم والخضار ويسلقون الرز والمعكرونات ويحضرون الشربات والصلصات والسلطات. ويتبلون الأطعمة ويجربون طعمها ويرتبونها على الأطباق (التي يأخذها الجرسونات ليقدموها إلى الضيوف) أو يضعونها عند البوفيه لخدمة النفس بالنفس. ويساعدهم مشتغلو المطبخ الآخرون في كل مهامهم والذين ينسقون مهامهم، وكرئيس الطهاة يديرون المطبخ كله وهم مسؤولون عن المطبخ الكلي ويعتبرون لوائح السلامة والصحة. إضافة إلى ذلك يبتكرون صيغ طهوية جديدة ينوعون الأطعمة ويطورون أساليب جديدة في تحضير الوجبات.

## الرتب والدرجات
توجد معاهد خاصة للطبخ ووفقا للمنهج العالمي المعمول به شهادة طباخ على رتب ودرجات، أعلى رتبة متعلقة بالفنادق الفاخرة، من درجة نجمة إلى خمسة نجوم:
- طباخ

تجد في الطبخ الجماعي رئيس ورئيس جهة أو ناحية مخصصة في مهام معينة.
- طباخ درجة نجمة
- طباخ درجة نجمتين
- طباخ درجة أربع نجوم
- طباخ درجة خمس نجوم
- طباخ رئيس أو الطاهي[5][6][7]

رئيس «شيف» هو طباخ بغض النظر عن تعلم الحرفة ودراسة الطبخ، يأخذ من المطابخ التقليدية العالمية وهكذا يخلق أطباق فنية.
في المطعم أو الفندق الشاف (Chef بالفرنسية) تستخدم لتسمية رئيس المطبخ. هو المسؤول عن عدد من الأشخاص من وضع المهام والمساعدة في إعداد الأطباق ولكنهم ليسوا مسؤولين عن الطعم النهائي لها.